# Ocoyoacac (municipi)

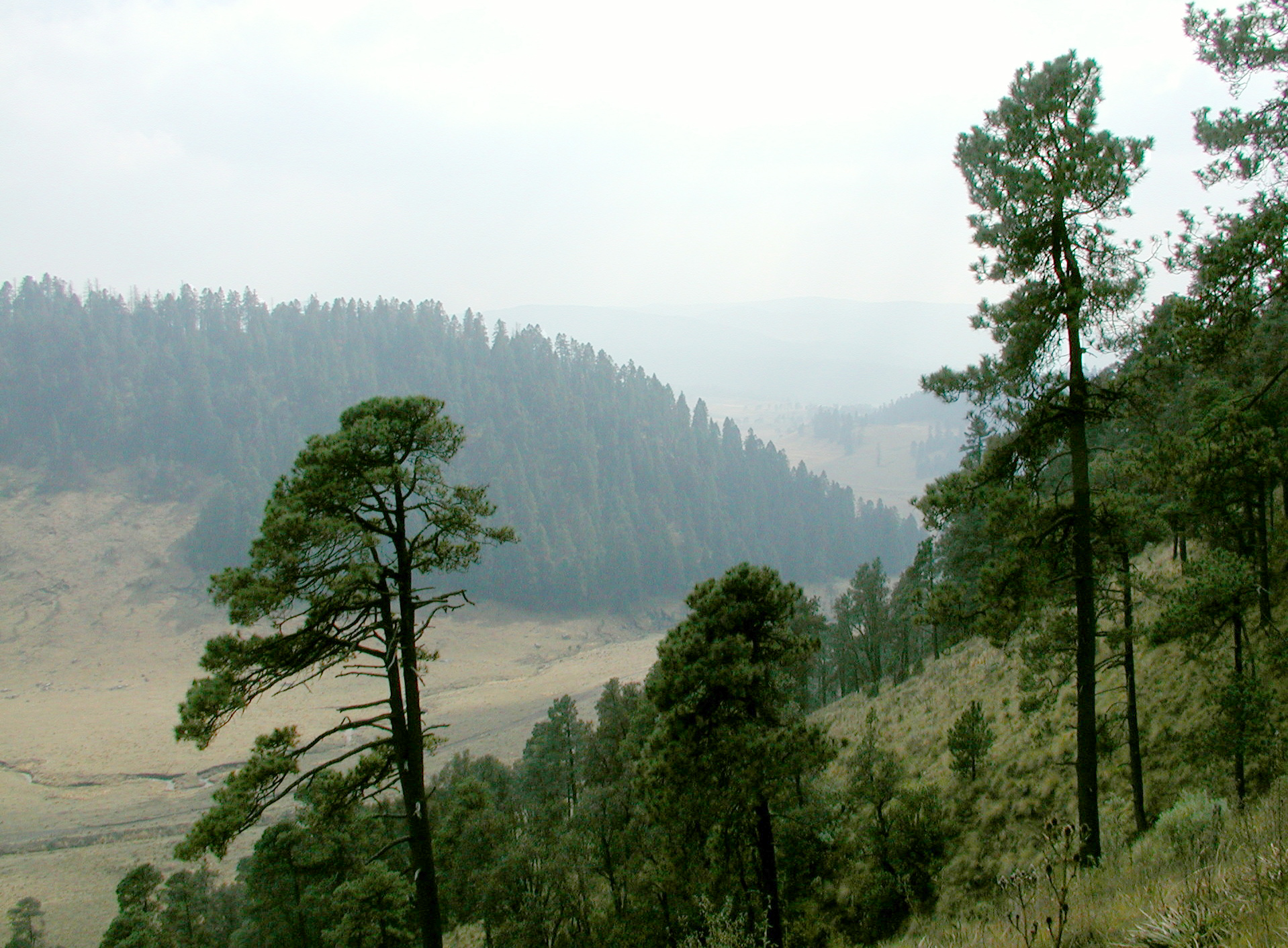
La Marquesa.

Ocoyoacac (del nàhuatl, que vol dir Lloc de pis) és un municipi metropolità de l'estat de Mèxic. Ocoyoacac és el cap de municipi i principal centre de població d'aquesta municipalitat.
Aquest municipi es troba a la part nord-central de l'estat de Mèxic. Limita al nord amb els municipis de Naucalpan de Juárez i Jilotzongo, al sud amb Capulhuac, a l'oest amb Lerma i a l'est amb Huixquilucan. Dista de la capital de l'estat uns trenta-vuit quilòmetres